# The 4-Skins
A The 4-Skins egy Oi! együttes London keleti körzetéből (East End of London). 1979-től kezdve egészen a mai napig aktívak.

## Tagok
Sűrűek voltak a tagcserék a zenekarban, 2008 óta a következő a felállás:
- Gary Hodges – ének
- Bakes – basszusgitár
- Big Tom – gitár
- Sedge – dobok

## Diszkográfia

### Stúdióalbumok
- The Good, the Bad and the 4-Skins (1982)
- A Fistful of... 4-Skins (1983)
- From Chaos to 1984 (koncertalbum, 1984)
- The Return (2010)